# One Battle After Another
One Battle After Another е предстояща американска криминална драма от 2025 г. на режисьора Пол Томас Андерсън по негов сценарий с участието на Леонардо ди Каприо, Реджина Хол, Шон Пен, Алейна Хейм, Теяна Тейлър, Ууд Харис и Бенисио дел Торо. Филмът се очаква да излезе по кината на 8 август 2025 г. в разпространение от „Уорнър Брос Пикчърс“.

## Актьорски състав
- Леонардо ди Каприо[4]
- Реджина Хол[4]
- Шон Пен[4]
- Алейна Хейм[5]
- Теяна Тейлър[5]
- Ууд Харис
- Бенисио дел Торо
- Шейна Макхейл
- Чейз Инфинти